# Melitaea kocaki
Melitaea kocaki är en fjärilsart som beskrevs av Wagener och Gross 1976. Melitaea kocaki ingår i släktet Melitaea och familjen praktfjärilar. Inga underarter finns listade i Catalogue of Life.